# تپه تاجی‌آباد ۲
تپه تاجی آباد ۲ مربوط به مفرغ است و در شهرستان ازنا، بخش جاپلق، دهستان جاپلق شرقی، ۹۰۰ متری غرب روستای امامزاده قاسم واقع شده و این اثر در تاریخ ۷ اسفند ۱۳۸۶ با شمارهٔ ثبت ۲۱۳۳۰ به‌عنوان یکی از آثار ملی ایران به ثبت رسیده است.